# Guitar Hero: On Tour
Guitar Hero: On Tour è un capitolo del noto franchise musicale Guitar Hero pensato appositamente per il Nintendo DS. Il titolo è sviluppato da Vicarious Visions (già autore della conversione di Guitar Hero III: Legends of Rock per Wii) ed è uscito nell'estate del 2008.

## Sviluppo
L'intenzione di portare Guitar Hero su Nintendo DS venne diramata in un comunicato ufficiale alla GDC 2007 ma la gestione del lancio di Guitar Hero III: Legends of Rock per ben sei piattaforme fece sparire il progetto nell'ombra per alcuni mesi; nel marzo 2008 vennero però confermata la prosecuzione dei lavori sul progetto, vennero diffuse le prime immagini e venne anche mostrato il funzionamento del gioco. Successivamente è stato mostrato il trailer e poi venne annunciata la pubblicazione sul mercato per il periodo estivo dello stesso anno.

## Modalità di gioco

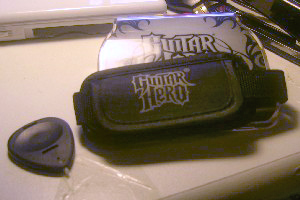
Guitar Grip con il suo pennino-plettro

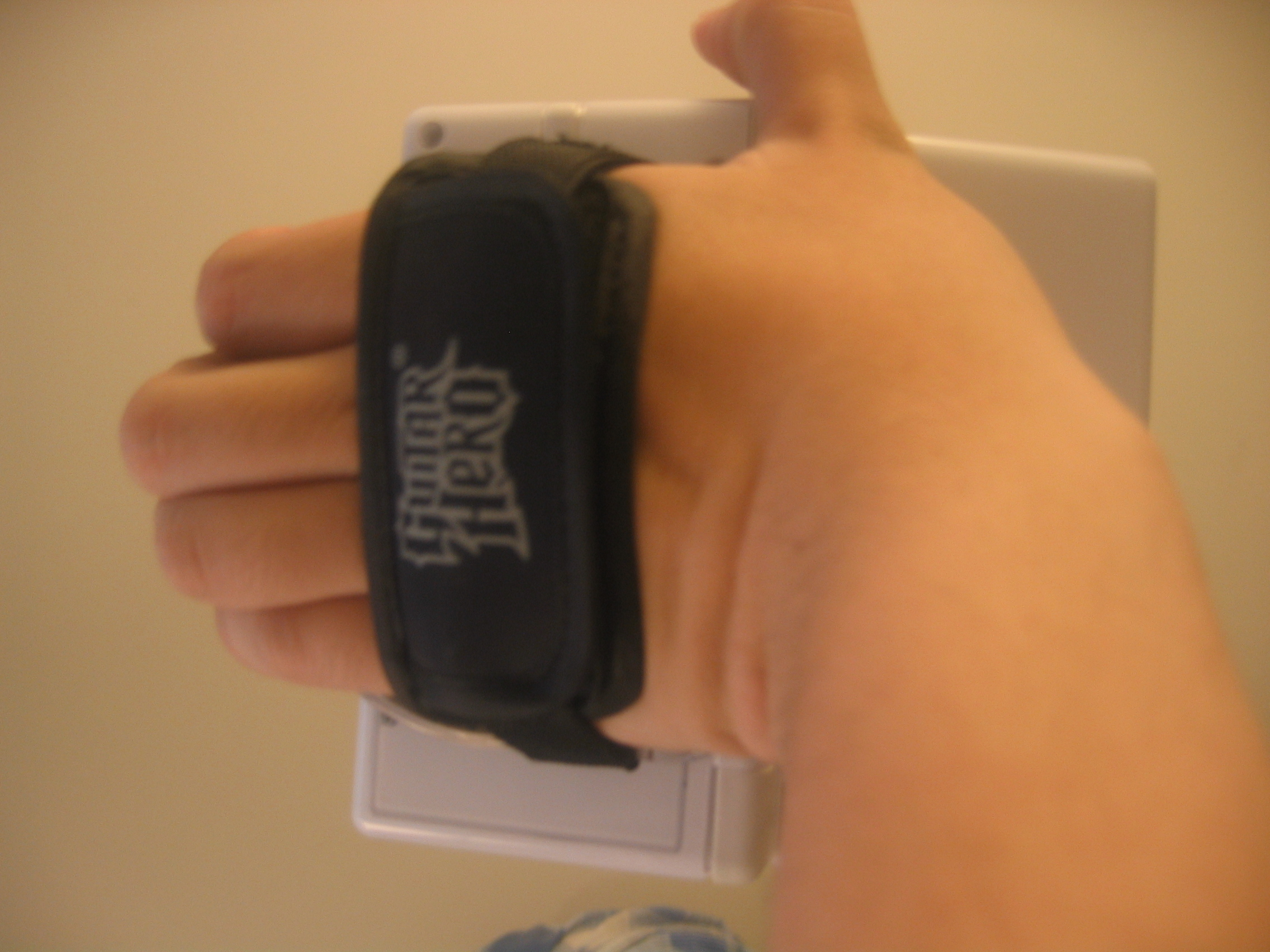
Il Guitar Grip inserito nello slot dei giochi per Game Boy Advance.

Il Nintendo DS va tenuto in verticale e nello schermo alto (che rimane così a sinistra) si vede il manico con le note che scorrono come nei classici Guitar Hero; nella schermata bassa (ovvero quella di destra) viene invece visualizzata una chitarra, le cui corde vanno plettrate con un apposito pennino-plettro fornito assieme al gioco; quest'ultimo comprende anche un dispositivo chiamato Guitar Grip che è una periferica che riproduce in miniatura il manico del controller tipico di Guitar Hero ma con quattro tasti invece che cinque e che va inserito nello slot per i giochi GBA presente nella parte inferiore della console. Per suonare le note sarà necessario, quindi, premere i tasti appropriati del Guitar Grip e 'pizzicare' le corde della chitarra sul touch screen con un plettro creato per l'occasione.
Il gioco è composto da una carriera single player e da una parte multiplayer sia cooperativa che competitiva; sono inoltre presenti le battaglie di chitarra ideate per Guitar Hero III: Legends of Rock. Esattamente come nei titoli "maggiori" della serie il completamento delle modalità di gioco porterà allo sbloccaggio di varie features come chitarre e vestiti; il gioco, inoltre, presenta 6 personaggi, di cui 4 sono ripescaggi della serie e 2 sono nuovi di zecca.

## Tracklist
Qua di seguito sono elencati i brani presenti:
Metro
- Do What You Want - OK Go
- All the Small Things - blink-182
- Spiderwebs - No Doubt
- Are You Gonna Be My Girl - Jet
- We're Not Gonna Take It - Twisted Sister

Terrazzo
- All Star - Smash Mouth
- Breed - Nirvana
- Hit Me with Your Best Shot - Pat Benatar
- Monster - Beatsteaks
- This Love - Maroon 5

Parata
- Helicopter - Bloc Party
- ça Me Vexe - Mademoiselle K
- Monsoon - Tokio Hotel
- Rock and Roll All Nite - Kiss, nella cover di Line 6
- Black Magic Woman - Santana, nella cover di Line 6

Arena Greca
- Stray Cat Strut - Stray Cats
- La Grange - ZZ Top, nella cover di Line 6
- Avalancha - Héroes del Silencio
- Rock the Night - Europe
- Youth Gone Wild - Skid Row, nella cover di Wavegroup

Corazzata
- I Don't Wanna Stop - Ozzy Osbourne
- Anna Molly - Incubus
- Knock Me Down - Red Hot Chili Peppers
- Pride and Joy - Stevie Ray Vaughan
- I Know A Little - Lynyrd Skynyrd, nella cover di Wavegroup

È inoltre sbloccabile il brano I Am Not Your Gameboy dei Freezepop tramite la modalità Battaglia (usabile però solo per la Partita veloce e la Battaglia, e non per la modalità Carriera).

### Brani non presenti nell'edizione europea
Vi sono, oltre ai brani della playlist, alcuni che sono stati inseriti esclusivamente per le versioni americana e australiana; questi sono:
- China Grove - The Doobie Brothers
- Heaven - Los Lonely Boys
- Jessie's Girl - Rick Springfield
- Jet Airliner - Steve Miller Band
- What I Want - Daughtry feat. Slash